# Javier Calvo Perales
Javier Calvo Perales (Barcelona, 1973) és un traductor i escriptor català en castellà.
Va guanyar el premi Biblioteca Breve 2012 per El jardín colgante (Seix Barral, 2012), la continuació de Corona de flores (Mondadori, 2010). Calvo també ha escrit les novel·les Mundo maravilloso (Mondadori, 2007, finalista del VII Premio de Novela Fundación José Manuel Lara) i El dios reflectante (Mondadori, 2003), a més de ser autor dels llibres de narrativa breu Suomenlinna (Alpha Decay, 2010), Los ríos perdidos de Londres (Mondadori, 2005) i Risas enlatadas (Mondadori, 2001). Les seves novel·les s'han traduït a l'anglès, el francès, l'alemany i l'italià. Calvo també col·labora ocasionalment en premsa.

## Obres
- Risas enlatadas, relatos, Mondadori, 2001
- El dios reflectante, novela, Mondadori, 2003
- Los ríos perdidos de Londres, Mondadori, 2005; llibre format per 4 novel·les curtes:
  - Una belleza rusa, Crystal Palace, Rosemary y Mary Poppins: los ríos perdidos
- Mundo maravilloso, novela, Mondadori, 2007
- Corona de flores, novela gótica, Mondadori, 2007
- Suomenlinna, Alpha Decay, 2010
- El jardín colgante, Seix Barral, 2012
- El sueño y el mito, Aristas Martínez, 2014
- El fantasma en el libro, Seix Barral, 2016
- Piel de plata, Seix Barral, 2019